# فيلي هاماليانين
فيلي هاماليانين (بالفنلندية: Ville Hämäläinen)‏ هو لاعب هوكي الجليد فنلندي، ولد في 6 يوليو 1981 في لابينرنتا في فنلندا.

## وصلات خارجية
- فيلي هاماليانين على موقع دوري الهوكي الوطني (الإنجليزية)
- فيلي هاماليانين على موقع EliteProspects.com (الإنجليزية)
- فيلي هاماليانين على موقع Eurohockey.com (الإنجليزية)
- فيلي هاماليانين على موقع HockeyDB.com (الإنجليزية)